# Acide orsellinique
L'acide orsellinique, plus précisément l'acide ortho-orsellinique ou acide 2,4-dihydroxy-6-méthylbenzoïque est un acide carboxylique de formule C8H8O4 . Il joue un rôle important en chimie organique et en biochimie des lichens du genre Aspergillus ou Penicillium desquels il peut être extrait, et chez lesquels la biosynthèse s’effectue par les polycétides.

## Structure
L'acide orsellinique est constitué d'un cycle benzénique substitué par un groupe carboxyle (acide benzoïque),  deux groupes hydroxyle (phénol) aux positions 2 et 4, et d'un groupe méthyle en position 6. Il se rattache aux acides phénoliques, sous-groupe des acides dihydroxybenzoïques et se différencie en pratique de l'acide β-résorcylique (acide 2,4-dihydroxybenzoïque) par substitution d'un groupe méthyle.

## Propriétés
L'acide orsellinique se présente sous la forme de cristaux incolores en forme d'aiguilles qui fondent rapidement et se décomposent vers 175 °C, produisant de l'orcinol par décarboxylation :

## Occurrence et biosynthèse
L'acide orsellinique se forme, entre autres, comme métabolite secondaire chez Aspergillus nidulans,,. La formation d'acide orselique peut être déclenchée spécifiquement par un contact physique étroit avec des bactéries voisines ou par une mutation du complexe de signalosomes. L'acide orselique, l'orcinol et l'acide pénicillique se trouvent dans des cultures de Penicillium fennelliae. Il joue un rôle dans la biochimie des lichens à partir desquels il peut être isolé. Il est en effet un monomère courant des depsides, à la base par exemple de l'acide gyrophorique ou l'acide umbilicarique, deux composés particulièrement courants dans certaines espèces de lichens.
La biosynthèse de l'acide orselique se fait par la voie des polycétides, dans laquelle de simples groupes acyles activés par la coenzyme A (principalement l'acétyl-CoA) forment un tétracétide qui est ensuite cyclisé,.
Pour A. nidulans, le gène codant une synthase d'acide orsellinique (OAS) a été identifié, qui est similaire à une synthase polycétidique non réductrice typique. Les informations sur la séquence fournissent des indices sur les étapes de cette voie de biosynthèse. On suppose qu'une molécule d'acide orselique peut être formée à partir de trois molécules de malonyl-CoA et d'une acétyl-CoA liée à une enzyme. L'acétyl-CoA sert de molécule de départ pour la synthèse,

Biosynthèse

## Synthèse
Une synthèse peut être réalisée par addition de Michael de l'acétoacétate d'éthyle sur l'acide crotonique suivie d'une  condensation de Dieckmannintramoléculaire. Cela conduit à la formation de dihydroorsellinate d'éthyle. La déshydrogénation et le clivage de l'ester conduisent à l'acide orsellinique.
L'acide orselique peut aussi être produit par oxydation de l'orsellaldéhyde,.

Il peut également être produit par réaction entre l'acide éverninique et l'acide ramalique à ébullition en présence d'hydroxyde de baryum, ce qui rompt leurs liaisons ester.
 
Structure des acides éverninique (gauche) et ramalique (droite)
Une autre synthèse part de l'orcinol qui est carboxylé avec du carbonate de méthylmagnésium dans le DMF :